# Coenosia apicata
Coenosia apicata este o specie de muște din genul Coenosia, familia Muscidae, descrisă de Huckett în anul 1965. Conform Catalogue of Life specia Coenosia apicata nu are subspecii cunoscute.